# Каневский, Борис Михайлович
Борис Михайлович Каневский — советский кинорежиссёр
 и сценарист.

## Биография
Родился в 1908 году в г. Богуславе Киевской губернии.

Окончил Киевский институт кинематографии (1934). Работал на Киевской киностудии художественных фильмов (1934—1936), на Ташкентской киностудии (1941—1943), на киностудии имени М. Горького в Москве.
Участник Великой Отечественной войны.

## Фильмография
- День
- 1936 — Киев
- 1936 — Украинские песни на экране, «Песня про пана Лебеденко» — соавтор сценария
- 1942 — Александр Пархоменко — 2-й режиссёр
- 1956 — Разные судьбы — 2-й режиссёр